# Johann Heinrich Rosenplänter

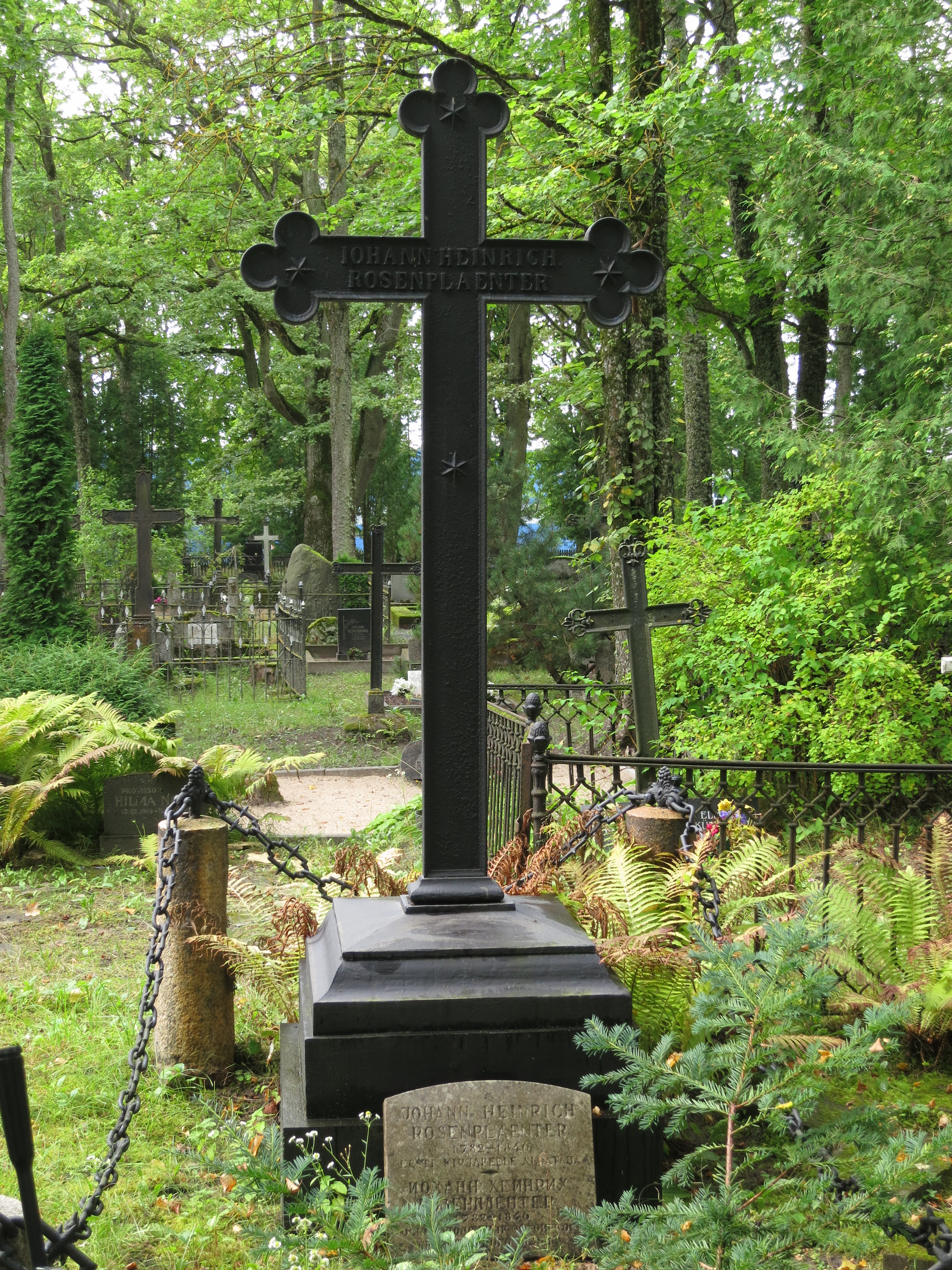
Johann Heinrich Rosenplänter sírja

Johann Heinrich Rosenplänter (Volmar, ma Valmiera, Lettország, 1782. július 23. – Pernau, ma Pärnu, Észtország, 1846. április 27.) balti német író, nyelvész, az észt nyelv tudományos kutatásának egyik úttörője.

## Élete
Apja postai tisztviselő volt. Gimnáziumi tanulmányait Tallinnban és Rigában végezte. Teológiai tanulmányait 1806-bam fejezte be a Tartui Egyetemen. 1808 és 1809 közt Torgel (ma: Tori, Észtország) evangélikus lelkésze volt, 1809-től haláláig a pernaui Szent Erzsébet Gyülekezetet vezette. A város temetőjében nyugszik.
Kora egyik legjelentősebb észt nyelven alkotó írója, észt iratok szerkesztője, gyűjtője és kutatója volt. Tevékenysége nyitotta meg az utat az észt nyelv tudományos tanulmányozásához, valamint az észt nemzet kialakulásához. Johann Gottfried Herder és a felvilágosodás szellemében tevékenykedett. Az általa 1813 és 1832 közt megjelentetett Beiträge zur genauern Kenntniß der ehstnischen Sprache című folyóirat volt a legelső tudományos munka az észt nyelvről. A lapban a kor jelentős balti német és finn esztofiljei közül szinte mindenki publikált. Néhány észt szerző is közreműködött a folyóiratban, például Peterson Kristian Jaak és Otto Wilhelm Masing. A lapban megjelent, az észt nyelvről, irodalomról és népköltészetről szóló írások a maguk nemében úttörőnek számítanak. Ezek mellett fontos észt nyelvű irodalmi szövegeket is közölt (népköltészet, költészet, levelek és fordítások). Rosenplänter először próbálta meg összegyűjteni az észt nyelven megjelent könyvek teljes bibliográfiáját, ezt a munkát később az Õpetatud Eesti Seltsis, ÕES (Észt Tudományos Társaság) folytatta. Észt kéziratokat is gyűjtött, neki köszönhető Peterson Kristjan Jaak és Gustav Adolph Oldekop korukban szinte ismeretlen költeményeinek fennmaradása. 1814-ben megjelentette az első észt nyelvű költészeti antológiát Lillikessed címen. Szorgalmazta, hogy minden Észtországban élő balti németnek meg kelljen tanulnia az észt nyelvet, ez abban a korban nagyon radikális követelésnek számított.
Jaan Kross észt író Keisri hull című, 1978-ban megjelent regénye egyik szereplője Johann Heinrich Rosenplänter.

## Fordítás
- Ez a szócikk részben vagy egészben  a   Johann Heinrich Rosenplänter című német Wikipédia-szócikk ezen változatának fordításán alapul.  Az eredeti cikk szerkesztőit annak laptörténete sorolja fel. Ez a jelzés csupán a megfogalmazás eredetét és a szerzői jogokat jelzi, nem szolgál a cikkben szereplő információk forrásmegjelöléseként.